# Diên Thọ
Diên Thọ là một xã thuộc tỉnh Khánh Hòa, Việt Nam.

## Lịch sử
Ngày 16 tháng 6 năm 2025, Ủy ban Thường vụ Quốc hội ban hành Nghị quyết số 1667/NQ-UBTVQH15 về việc sắp xếp các đơn vị hành chính cấp xã của tỉnh Khánh Hòa năm 2025 (nghị quyết có hiệu lực từ ngày 16 tháng 6 năm 2025). Theo đó, hợp nhất các xã Diên Tân và Diên Phước vào xã Diên Thọ.

## Địa lý
Xã Diên Thọ có ranh giới với các xã:
- Phía Bắc giáp xã Diên Lâm
- Phía Nam giáp xã Suối Dầu
- Phía Đông giáp các xã Diên Lạc và Suối Hiệp
- Phía Tây giáp xã Khánh Vĩnh

Xã có diện tích 73,64 km², dân số năm 2025 là 16.692 người, mật độ dân số đạt 227 người/km².